# Gare de Reignac
Gare de Reignac vasútállomás Franciaországban, Reignac-sur-Indre településen.

## Vasútvonalak
Az állomást az alábbi vasútvonalak érintik:
- Joué-lès-Tours-Châteauroux-vasútvonal

## Kapcsolódó állomások
A vasútállomáshoz az alábbi állomások vannak a legközelebb:
- Gare de Courçay - Tauxigny (Gare de Tours)
- Gare de Chambourg (Gare de Loches)